# Westfield (Illinois)
Pour les articles homonymes, voir Westfield.
Westfield est une ville du comté de Clark dans l'Illinois, aux États-Unis,. Elle est incorporée le 3 janvier 1876.

## Démographie
Lors du recensement de 2010, le village comptait une population de 601 habitants. Elle est estimée, en 2016, à 576 habitants.